# Hebraico tiberiano

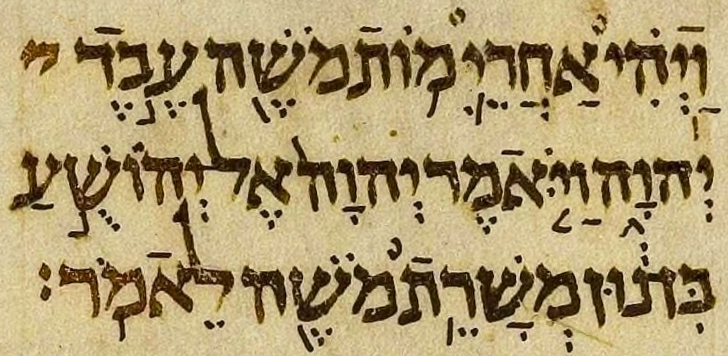
Códice de Alepo, Josué 1:1.

O termo hebraico tiberiano designa a pronúncia canônica extinta do hebraico utilizado no Tanaque (a Bíblia hebraica) e os documentos relacionados a ele. Esta forma tradicional de pronúncia codificada na Idade Média foi aplicada na escrita pelos acadêmicos masoréticos da comunidade judaica de Tiberíades, no período entre os anos 750 e 950; esta forma escrita emprega sinais diacríticos que são acrescentados às letras hebraicas: sinais vocálicos e diacríticos consonantais (nequdot) e os chamados 'sinais de acentuação' ou te'amim (dois sistemas relacionados de cantilação), juntamente com os comentários marginais.
Embora os sistemas tiberianos de vocalização e acentuação das escrituras hebraicas representem uma pronúncia regional, localizada em Tiberíades, o hebraico tiberiano foi reconhecido universalmente como superior às outras tradições de leitura por diversas de suas características, como as distinções sutis que ele fez entre as variedades do /r/, e, em especial, por manter a gama completa de vogais baixas do idioma.
Duas outras tradições regionais contemporâneas que deram origem a representações gráficas semelhantes foram designadas, com base na geografia, como Palestina e Babilônia. A chamada "tradição palestina" evoluiu para o hebraico israelense contemporâneo, através de uma fase intermediária no hebraico sefardita (embora sua implementação gráfica tenha sido abandonada); já a "tradição babilônica" foi dominante em certas regiões por muitos séculos, e sua pronúncia (embora não seu sistema gráfico) sobrevive até hoje na forma do hebraico iemenita. Estes sistemas concorrentes eram "supralineares", ou seja, os diacríticos eram colocados acima das letras, ao contrário do tiberiano, que os coloca, em sua grande maioria, sob os caracteres.
A princípio, os pontos tiberianos foram definidos para codificar uma tradição específica de leitura do Tanaque. Depois, foram aplicados a outros textos (um dos primeiros foi a Mishná) e usado em muitos outros lugares, por judeus de diferentes tradições orais no que dizia respeito à leitura do hebraico. Assim, o sistema tiberiano de vocalização e entonação tornou-se de uso corrente.